# Иванов, Павел Иванович (актёр)
Па́вел Ива́нович Ивано́в (18 июня 1945 — 19 апреля 2012, Москва) — советский и российский актёр театра и кино, актёр дубляжа.

## Биография
Павел Иванович Иванов родился в Москве 18 июня 1945 года.
В 1952 году поступил в общеобразовательную школу № 155. В 1962 году ушёл из школы и поступил на работу в депо «Сокол» Московского метрополитена им. В. И. Ленина на должность слесаря-электромонтёра и продолжал обучение в вечерней школе № 61, которую окончил в 1963 году.
В 1963 году поступил во ВГИК на 1 курс актёрского факультета. В 1967 году был отчислен с 4-го курса ВГИКа за нарушение учебной дисциплины .
В феврале 1967 года был принят в театр «Современник» на должность актёра вспомогательного состава.
В сентябре 1967 года был принят на III курс актёрского факультета Школы-Студии им. В. И. Немировича-Данченко при МХАТ СССР им М. Горького очно-заочного вечернего отделения при театре «Современник», который окончил в 1969 году.
В 1970—1980-е годы работал в московском театре «Современник». Позже работал в Московском государственном драматическом театре «Сфера», театре-студии «Альбом» и в русском театре во Франкфурте-на-Майне (Германия).
Дебютировал в кинематографе в 1963 году в фильме «Именем революции». Особенно интенсивно снимался в 1970—1980-е годы, много работал на дублировании и озвучивании кинокартин. Последний раз снялся в эпизодической роли в телесериале «Интерны» (2011).
Умер 19 апреля 2012 года в Москве в хосписе № 7. Похоронен на Покровском кладбище.

### Семья
- Жена — Людмила Иванова[2]

## Фильмография
1. 1963 — Именем революции — Борис
2. 1965 — Нет неизвестных солдат — Михаил Кравченко, военфельдшер
3. 1965 — Хочу верить — гость Гали Наливайко
4. 1971 — Возмездие
5. 1973 — Балалайкин и К — Перекусихин 2-й
6. 1973 — Во весь голос
7. 1973 — Звёздный час — молодой красногвардеец
8. 1973 — Моя судьба — Николай
9. 1973 — Семнадцать мгновений весны (12 серия) — Павлов, сотрудник Наркома иностранных дел, зачитывает ноту британскому послу
10. 1974 — Большое космическое путешествие — командир корабля Егор Павлович Калиновский
11. 1974 — В восемнадцать мальчишеских лет — Сергей, курсант лётного училища
12. 1976 — Город с утра до полуночи — Кадочкин, коллега Григорьева
13. 1976 — Дневной поезд — гость
14. 1978 — Собственное мнение
15. 1979 — Бал
16. 1979 — Цезарь и Клеопатра — эпизод
17. 1980 — Крик гагары
18. 1980 — Ларец Марии Медичи — консул
19. 1981 — Правда лейтенанта Климова — Виктор Петрович Забелин, капитан 3 ранга
20. 1983 — Шёл четвёртый год войны — немец
21. 1987 — Разорванный круг — Филиппов, следователь
22. 1988 — Гулящие люди — эпизод
23. 1988 — Прости нас, сад… — эпизод
24. 1989 — Не сошлись характерами — клиент (нет в титрах)
25. 1991 — Невозвращенец — Игорь Васильевич Колыванов, следователь КГБ
26. 1992 — Воспитание жестокости у женщин и собак — начальник отдела
27. 2011 — Интерны (63-я серия) — эпизод

## Озвучивание
1. 1979 — Рокки 2 (англ. Rocky II; США)
2. 1993 — Секрет Тропиканки (порт. Mulheres de Areia; Бразилия) — Маркос, Алаор, Тонью и др.; текст титров
3. 1995 — Новая жертва (порт. A Próxima Vítima; Бразилия) — закадровый перевод
4. 1997 — Богатые и знаменитые (исп. Ricos y famosos; Аргентина)
5. 1998 — Дикий ангел (исп. Muñeca brava; Аргентина) — Иво Ди Карло Рапалло Миранда (роль Факундо Арана)
6. 2000 — Миссия на Марс (англ. Mission to Mars; США)
7. 2004 — Троя (англ. Troy; США, Мальта, Великобритания) — часть мужских ролей,

(Студия) «Формат АV» Озвучивание:
1. 1992 — Влюблённый король (Film Kraft. Индия)- голос "анил"а Шахрукхан
2. 1993 — Игра со смертью (United Seven’s creation. Индия) — часть мужских ролей,
3. 1993 — Жизнь под страхом (Yash raj films Индия) — голос"Рахул"а Шахрукхан.
4. 1994 — Сезон любви (Legend films. Индия) — голос "Сунил"а Шахрукхан.
5. 1994 — Каран и Арджун (Film Kraft. Индия) — голос "Арджун"а Шахрукхан.
6. 1995 — Дорогая, это Индия (Ketan mehta.Индия).
7. 1996 — Страстная любовь (Bhatt produktions.Индия).
8. 1997 — Любовь без слов (Film Kraft.Индия)- голос "Шанкар"а Шахрукхан.
9. 1997 — Сумасшедшее сердце (Yash raj films. Индия) — голос "Рахул"а Шахрукхан.
10. 1997 — Как боссу утёрли нос (United seven’s combines. Индия) — голос " Рахул"а Шахрукхан.
11. 1998 — Всё в жизни бывает (Dharma produktions. Индия).
12. 2000 — Трепетные сердца (Dreamz Unlimited.Индия).
13. 2000 — Азарт любви (Venus records.Индия) — голос " Макс"а Шахрукхан.
14. 2001 — И в печали и в радости (Dharma productions.Индия) — голос Шахрукхана.